# Leptoconops nevilli
Leptoconops nevilli är en tvåvingeart som beskrevs av Clastrier 1981. Leptoconops nevilli ingår i släktet Leptoconops och familjen svidknott. Inga underarter finns listade i Catalogue of Life.